# Largo do Campo Grande
O Largo do Campo Grande, oficialmente Praça 2 de Julho, é uma praça em Salvador, município capital do estado brasileiro da Bahia. Surgido no início do século XIX, sofreu uma série de transformações urbanas no decorrer da sua história e, assim, constitui-se em uma área histórica e cultural da cidade (e consequente atração turística). É palco de protestos e outras manifestações populares, incluindo a Festa da Independência da Bahia e o Carnaval de Salvador.
Na praça estão o Teatro Castro Alves (TCA) e o Hotel da Bahia, mas também já abrigou o Clube Cruz Vermelha e a residência oficial dos cardeais (conservado pelo atual edifício Mansão dos Cardeais). Situado no Centro, nessas imediações próximas estão ainda o Teatro Vila Velha, a Casa d'Itália, colégios e associações. Geograficamente, corresponde ao topo do Outeiro Grande e, em termos viários, centraliza boa parte dos acessos que conduzem às ruas comerciais do centro da cidade, bem como ao Corredor da Vitória (trecho da Avenida Sete de Setembro que atravessa o bairro da Vitória), ao Vale do Canela e ao resto do bairro do Canela.
Suas árvores centenárias e o conjunto de gradis de Carybé, jardins, escadaria e o Monumento ao Dois de Julho fazem do largo uma praça monumental. Além disso, o Caboclo no alto do monumento é a referência da expressão "chorar no pé do caboclo" (e suas variações) que remetem ao costume de fazer preces ou lamentações, rogar àquela entidade por um pedido.

## História

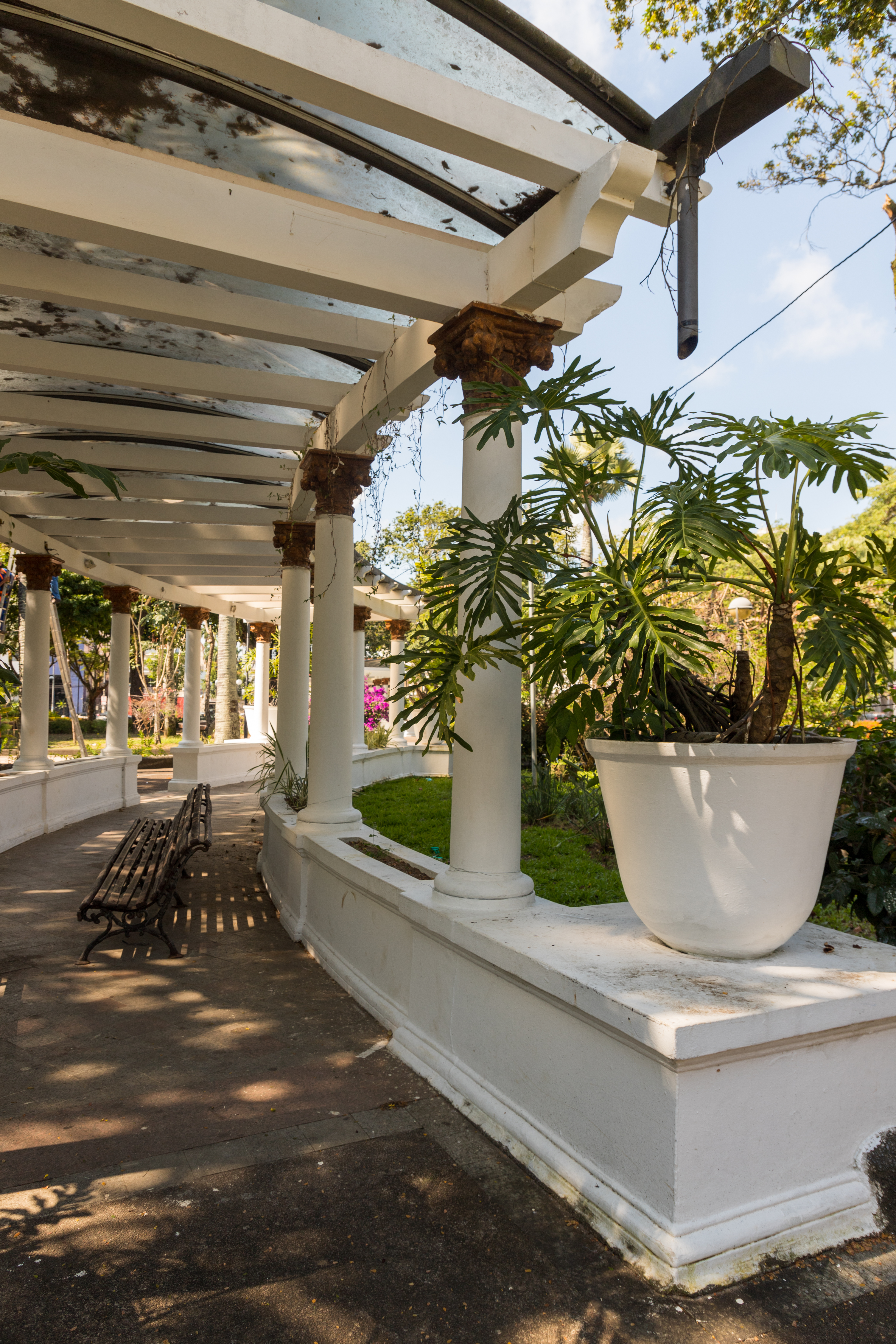
Elementos de paisagismo da praça

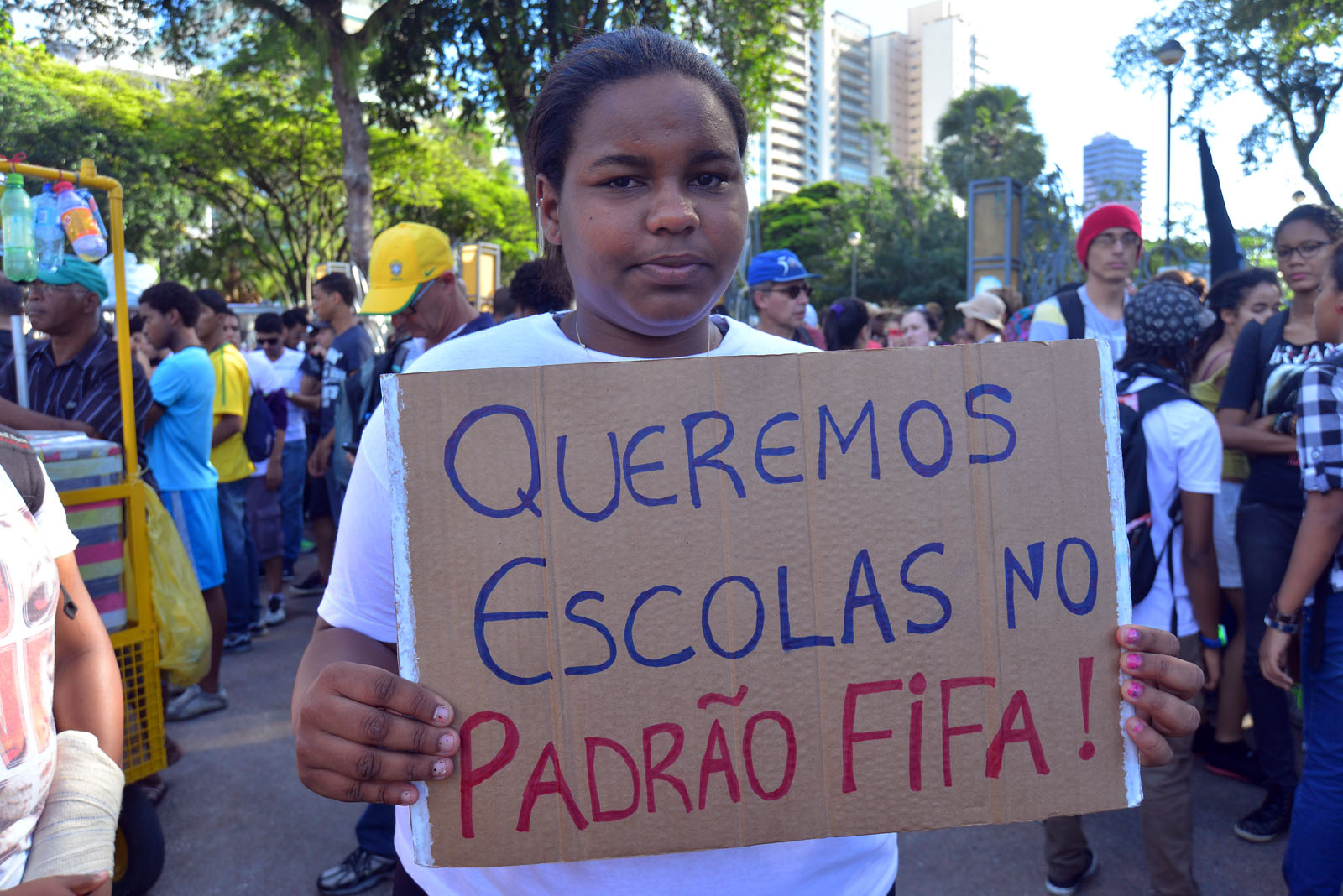
Manifestantes da Jornadas de Junho, em 2013, no Campo Grande

Luís Dias e Tomé de Sousa chegaram a cogitar a fundação da cidade-fortaleza na área do Outeiro Grande, porém, não encaixava com a planta trazida de Portugal, era demasiado extenso com vulnerabilidade e inadequações para montagem da linha de canhões. Assim, Salvador foi estabelecida em 29 de março de 1549 em um platô mais ao norte, após aldeias instaladas nas áreas atuais do Passeio Público, da Praça da Piedade e do Mosteiro de São Bento. Nessas circunstâncias, servia de passagem entre a cidade-fortaleza, saindo pela Porta de Santa Luzia (ao sul), e a Vila Velha, passando pelo Caminho de Baixo (atual Rua Carlos Gomes), pelo outeiro, pelo atual Corredor da Vitória e Ladeira do Conselho (atual Ladeira da Barra).
Em parte do século XIX, era área de pastagem para animais. Além disso, sua origem está relacionada, no contexto da transferência da corte portuguesa para o Brasil, com a passagem da Família Real Portuguesa a Salvador (1808). Diferentemente de outras áreas mais antigas, as casas foram construídas distantes dos lotes vizinhos e das vias públicas. Foi palco de aguerridos combates durante os eventos que precederam as lutas pela Independência da Bahia, já em 1821, dada a vizinhança com o forte de São Pedro, praça disputada pelas vertentes em conflito no seio das tropas: brasileiros e portugueses.
Sua construção é atribuída ao presidente da Província da Bahia Francisco Gonçalves Martins em 1850 e a designação inicial de Campo de São Pedro em função da ermida a São Pedro, depois derrubada e substituída pelo Forte de São Pedro. Com o forte instalado, serviu de área para treinamento dos oficiais da fortificação, ao mesmo tempo em que ingleses se estabeleciam nos arredores e usavam a área para seus jogos de críquete. Nesse contexto, a Sociedade de São Jorge inaugurou a Capela Anglicana de Salvador (referida pela comunidade inglesa como Saint George's Church) em outubro de 1853 na praça.
Em 2 de julho de 1895, foram inaugurados o Monumento ao Dois de Julho e a urbanização completa do logradouro. Cortada ao meio por um profundo vale, foi somente ao final do século XIX, no governo republicano de Rodrigues Lima, que a praça foi ricamente ornamentada e recebeu a configuração que hoje ostenta, com monumentos grandiosos encomendados na França, evocando os heróis das lutas pela Independência da Bahia.

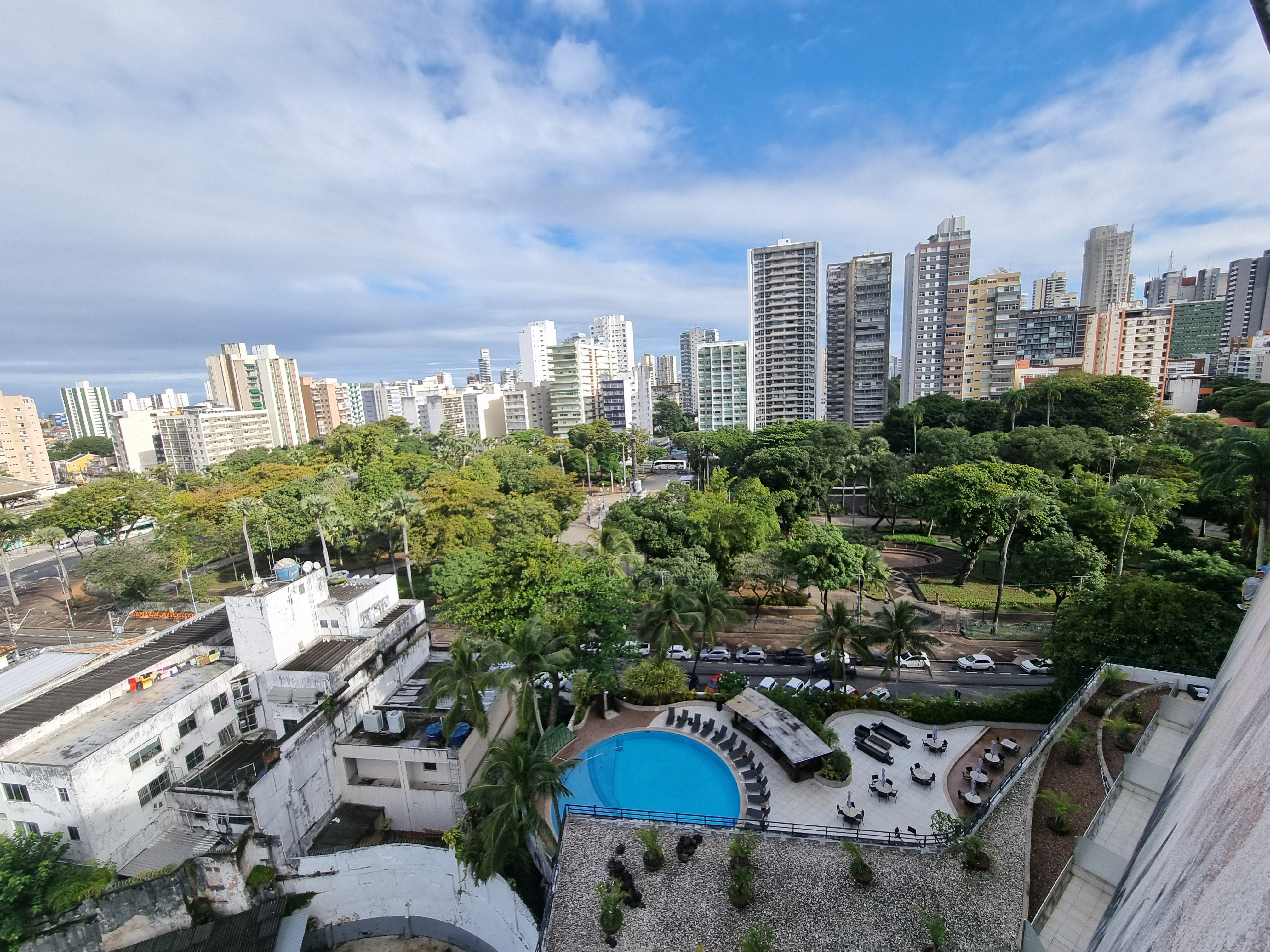
Vista do Largo, sua vegetação e o entorno verticalizado a partir do Wish Hotel Bahia

Com o processo de urbanização no século XIX, famílias abastadas começaram a se mudar do Centro Histórico para a região. E, em meados do século seguinte, houve a verticalização do entorno da praça com edifício de apartamentos e a construção do Teatro Castro Alves e, durante o governo de Otávio Mangabeira, do Hotel da Bahia.
No início da década de 1980 o Campo Grande viu-se novamente transformado em palco de batalhas campais, desta feita entre os estudantes, contestando o aumento das passagens de ônibus, ocasião em que foram reprimidos pelas tropas da Polícia Militar, enviadas pelo então governador Antônio Carlos Magalhães (1981). Desde então, tem sido palco das grandes manifestações populares e reivindicatórias — como a gigantesca passeata do "Fora Collor", dez anos depois.

## Monumento ao Caboclo
O Monumento ao Dois de Julho (também referido como Monumento ao Caboclo e Monumento aos Heróis da Independência) é um monumento localizado no Largo do Campo Grande, em Salvador, município capital do estado brasileiro da Bahia. Representa e comemora a participação dos nativos brasileiros na Independência da Bahia. Está entre os monumentos de interesse público soteropolitanos inventariados pela Fundação Gregório de Mattos (FGM), organização da Prefeitura Municipal de Salvador para política cultural na cidade.